# Bakkerstraat (Utrecht)
De Bakkerstraat is een straat in het centrum van de Nederlandse stad Utrecht. 
De straat is zo'n 80 meter lang en behoort tot het voetgangersgebied. De straat begint bij de Bakkerbrug over de Oudegracht en eindigt bij de Lange Elisabethstraat/Steenweg. De straat bestond al omstreeks 1300. Vanouds was het een winkelstraat en die functie heeft ze nog altijd. Niet geheel duidelijk is waar de straat haar naam aan dankt, vermoedens zijn aan het beroep van bakker of aan een familienaam. In 1885 wijzigde de straatnaam van Bakkersteeg naar Bakkerstraat.
De panden op de nummers 20 en 23 zijn een gemeentelijk monument. Ook bijzonder zijn de hoekpanden Bakkerstraat 27-29 (jugendstil, circa 1905), Oudegracht 133 (rijksmonument) en Oudegracht 135 (gemeentelijk monument). De bebouwing heeft aan weerszijden aan de achterkant een steeg; de Hamsteeg aan de westzijde en ten oosten het Jodenrijtje. Die laatste steeg heeft ter hoogte van Bakkerstraat 20 een poortje. Het Jodenrijtje bevat een 16e-eeuws huis, een gemeentelijk monument, dat is samengetrokken met de Bakkerstraat 10.

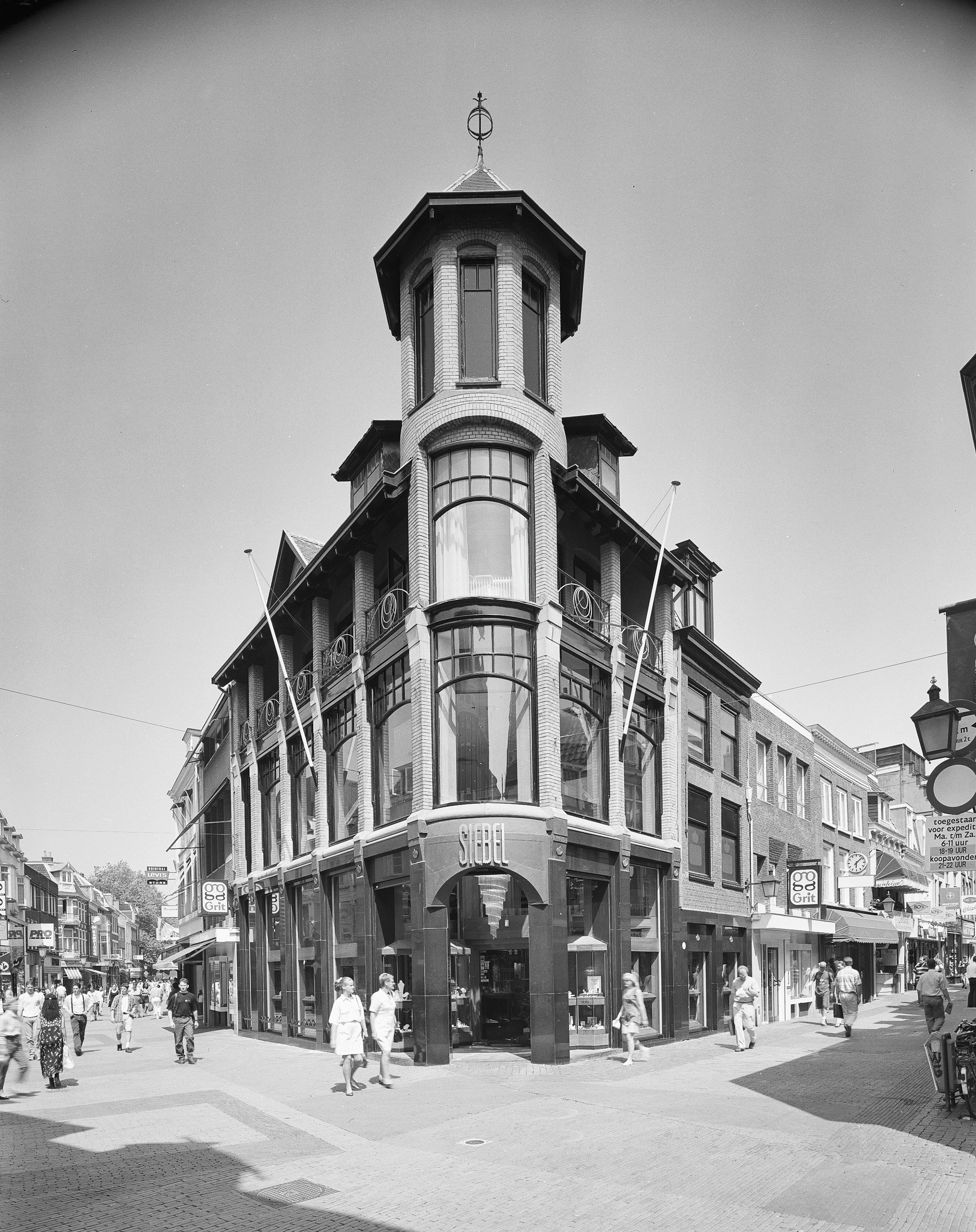
Bakkerstraat 27-29